# Матросы (балет)
«Матро́сы» (фр. Les Matelots) — двухактный балет в пяти картинах в постановке Л. Ф. Мясина на музыку Ж. Орика на либретто Б. Е. Кохно. Сценограф П. Прюна. Первый показ 17 июня 1925 года силами труппы Русский балет Дягилева в театре Гетэ-лирик, Париж.
Балет Мясина «Матросы» следует отличать от балета Новерра «Моряки» (1755), поскольку оба сочинения имеют одинаковое оригинальное название фр. Les Matelots.

## История
Балет создавался во время очередного переломного периода в жизни труппы Дягилева. Антрепренёр утратил интерес к творчеству Б. Ф. Нижинской и при замене балетмейстера труппы остановил свой выбор на Дж. Баланчине, к которому, несмотря на его многообещающий талант, отнёсся с должной осторожностью. С. П. Дягилев последовал требованиям Б. Е. Кохно по возвращению в труппу Л. Ф. Мясина. Чтобы заручиться поддержкой Мясина, Дягилеву пришлось с ним примириться. При этом для ограничения свободы вернувшегося балетмейстера Дягилев прибег к посредничеству Кохно, поручив ему сочинение сценариев к мясинским постановкам. Первыми из них стали балеты «Зефир и Флора» и «Матросы».
В итоге в Русском сезоне 1925 года творческие дебюты Баланчина как постановщика новой хореографической редакции балета Мясина «Песнь соловья» и Лифаря как исполнителя одной из главных ролей в балете «Матросы» увенчались успехом. Григорьев С. Л. писал, что «в последнее время Дягилев проявлял всё больший интерес к Лифарю и склонялся к тому, чтобы давать ему роли не менее значительные, чем Долину». «Дягилев так обрадовался успеху „Матросов“, что сразу простил Парижу всё, в чём раньше его обвинял.
Именно в „Матросах“ Лифарь впервые привлёк к себе внимание публики. В нём нравились молодость, стойная фигура, шутливое и элегантное воплощение французского национального характера. Друзья поздравили Дягилева с новым открытием. Однако, когда мы неделю спустя показали „Матросов“ в Колизеуме, балет не вызвал особого энтузиазма — любопытный пример различия французского и английского вкусов». В конце сезона Антон Долин покинул труппу Дягилева.
Л. Ф. Мясин писал о своём сочинении как о весёлой комедии, В. В. Чистякова отнесла «Матросы» к жанрово-хара́ктерным балетам, Е. Я. Суриц охарактеризовала работу как «сюиту танцев». Мясин остался доволен сценографией испанского художника Перо (или Педро) Прюны (Pere Pruna, или Pedro Pruna O’Cearans (1904—1977)), который позже оформил некоторые постановки Баланчина для труппы Дягилева. После балета «Матросы» Мясин неоднократно возвращался к постановкам на музыку Орика, сочинил собственную редакцию балета Нижинской «Докучные» (1927), создал собственные работы — «Чары Альсины» (1929), «Художник и его модель» (1949) и «Бал воров» (1960).
В 1935 году Л. Войциховский поставил балет «Порт-Саид», в котором «продолжил серию балетов-пантомим на тему отдыха моряков на берегу, начатую спектаклем „Матросы“ Л. Мясина».

## Премьера
- 1925, 17 июня — «Матросы», двухактный балет в пяти картинах[4] (у Е. Я. Суриц значится балет в 1 акте и 5 картинах[13]). Музыка Жоржа Орика, сценарий Бориса Кохно, хореография Леонида Мясина, декорации и костюмы Педро Прюны. Дирижёр М.-С. Скотто, режиссёр Сергей Григорьев. Гетэ-лирик, Париж[2][3][14]. Исполнители[15]:
- Испанский матрос — Леон Войциховский
- Американский матрос — Тадеуш Славинский
- Французский матрос — Серж Лифарь
- Девушки — Вера Немчинова и Лидия Соколова

В Париже балет был повторно исполнен 18 и 20 июня. На лондонской премьере 29 июня 1925 года в Колизеуме Мясин впервые выступил в роли Французского моряка. 9 марта 1934 года балет был представлен в Театре Сент-Джеймс, Нью-Йорк.